# Вагнер, Роберт (велогонщик)
Роберт Вагнер (нем. Robert Wagner; род. 17 апреля 1983 в Магдебурге, ГДР) — немецкий профессиональный шоссейный велогонщик, выступающий за команду Мирового тура «Jumbo-Visma». 

## Достижения
2005
2-й  Чемпионат Германии U23 в индивид. гонке
1-й Этап 8 Тур Тюрингии U23
2006
3-й Тур Северной Голландии
5-й Нойсен Классикс
5-й Тур Дюрена
2007
6-й Схал Селс
2008
1-й Тур Северной Голландии
2-й Тур Зеландии
1-й Этап 1
4-й Чемпионат Фландрии
10-й Трофео Пальма
2009
2-й Омлоп ван хет Хаутланд
3-й Тур Зеландии
1-й Этап 2
5-й Тур Бохума
7-й Тур Оверэйссела
9-й Тур Пикардии
9-й Схал Селс
2010
4-й Три дня Западной Фландрии
1-й Этап 2
1-й Тур Северной Голландии
1-й Этап 2 Тур Баварии
1-й Этап 2 Тур Зеландии
3-й Тур Мюнстера
8-й Гран-при Зоттегема
8-й Трофео Пальма
2011
1-й  Чемпионат Германии в групповой гонке
1-й Этап 1 (КГ) Вуэльта Испании
3-й Гран-при Исберга
3-й Ле-Самен
8-й Трофео Кала-Мильор
2013
6-й Хандзаме Классик
1-й Этап 1 (ИГ) Стер ЗЛМ Тур
6-й Тур Фьордов

## Статистика выступлений

### Гранд-туры
| Гонка           | 2011 | 2012 | 2013 | 2014 | 2015 | 2016 | 2017 |
| --------------- | ---- | ---- | ---- | ---- | ---- | ---- | ---- |
| Джиро д'Италия  | —    | —    | —    | —    | НФ   | —    | —    |
| Тур де Франс    | —    | —    | —    | —    | —    | 163  | 164  |
| Вуэльта Испании | 162  | —    | 123  | 151  | —    | —    | —    |

| —  | Не участвовал  |
| НФ | Не финишировал |